# Ellipteroides bifastigatus
Ellipteroides bifastigatus là một loài ruồi trong họ Limoniidae. Chúng phân bố ở miền Cổ bắc.